# 比亞沃維耶扎國家公園
比亞沃維耶扎國家公園（波蘭語：Białowieski Park Narodowy）是波蘭的一個國家公園，位於波蘭東部的波德拉謝省，靠近波蘭和白俄羅斯國境。比亞沃維耶扎國家公園面積152.2平方（58.8平方英里）。國家公園以比亞沃維耶扎原始森林著稱，這是歐洲最後一個原始溫帶林。比亞沃維耶扎國家公園還擁有世界最大的歐洲野牛種群。比亞沃維耶扎國家公園前身的自然保護區成立於1921年，在1932年升級為國家公園。只有科學家才能自由進入比亞沃維耶扎國家公園，普通民眾需要跟隨團隊進入，每個團隊不超過20人且必須有官方導遊陪同。